# Michal Rozin
Michal Rozin (hebr.: מיכל רוזין, ur. 25 czerwca 1969 w Ramat Ganie) – izraelska polityk, od 2013 poseł do Knesetu z list Merecu.
W wyborach parlamentarnych w 2013 po raz pierwszy dostała się do izraelskiego parlamentu. Zasiadała w Knesetach XIX, XX i XXI kadencji.